# Filchnerberge
Die Filchnerberge sind eine Gruppe von Bergen im antarktischen Königin-Maud-Land. Sie ragen etwa 11 km südwestlich der Drygalskiberge in der Orvinfjella auf.
Entdeckt und benannt wurden sie bei der Deutschen Antarktischen Expedition 1938/39 unter der Leitung des Polarforschers Alfred Ritscher. Namensgeber ist Ritschers Vorgänger Wilhelm Filchner (1877–1957), Leiter der Zweiten Deutschen Antarktisexpedition (1911–1912).